# 동해퇴

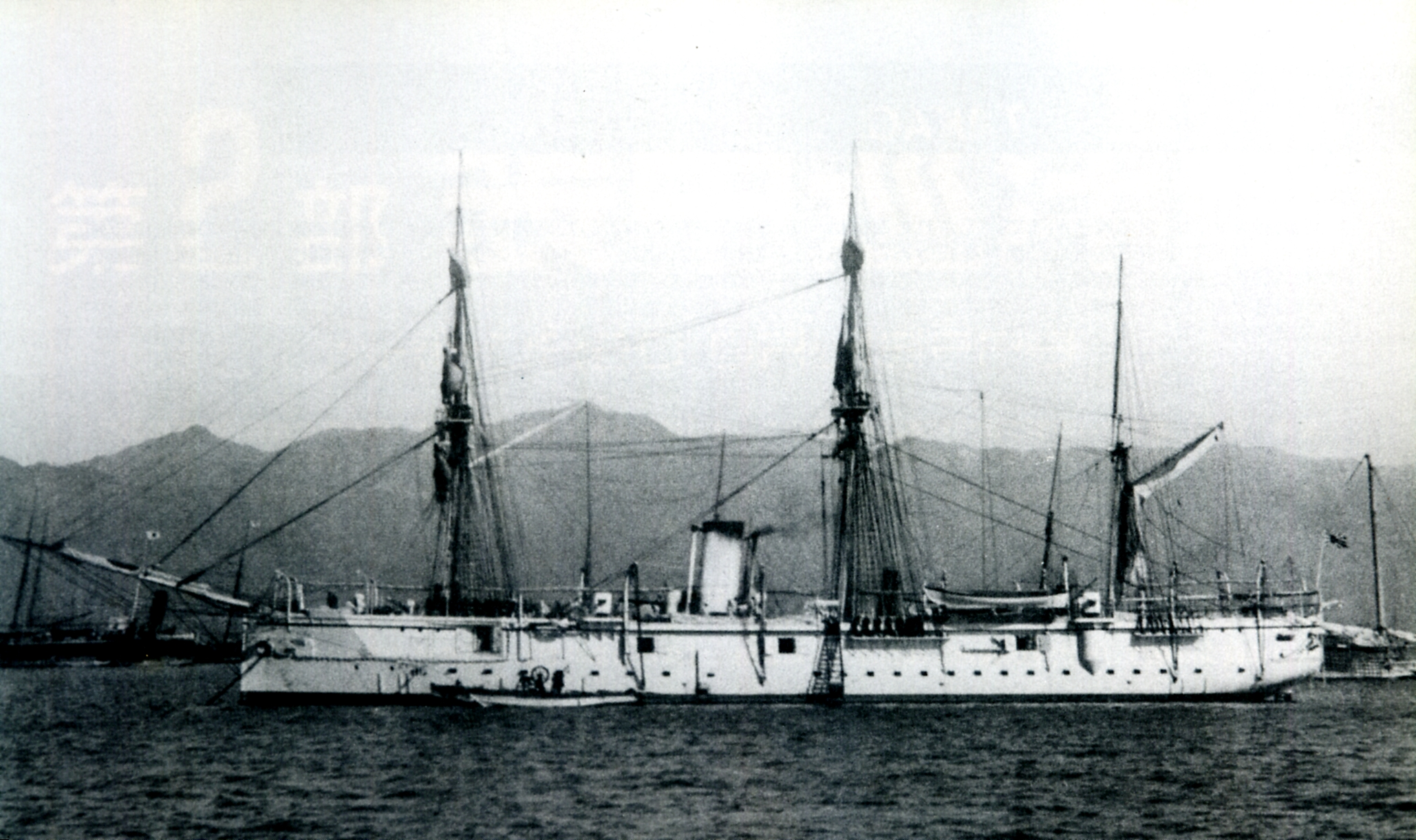
일본 해군의 1500톤급 초계함 야마토함

동해퇴(東海堆)는 동해 중부에 있는 얕은 퇴다. 예전에는 대화퇴(大和堆) 또는 야마토퇴(일본어: 大和堆 야마토타이)라고 불렀으나, 2024년 2월 대한민국 해양수산부는 이 퇴의 이름을 동해퇴로 부르기로 결정하였다. 동해퇴는 가장 얕은 부분에서 수심 236m이고, 동해 최고의 어장이다. 동해퇴 어장은 세계 3대 어장의 하나로서, 한국, 북한, 일본, 중국, 러시아가 서로 권리를 주장하는 각축장이 되고 있다.

## 역사
동해퇴 중앙부는 북동에서 남서 방향으로 깊이 2000m에 이르는 계곡으로 분할해 있으며, 일본에 가까운 쪽을 '대화퇴', 반대쪽은 '북대화퇴'라고 부른다. 대화퇴는 일본의 배타적경제수역에 포함되나, '북대화퇴' 지역은 그렇지 않다.
동해는 깊은 바다로 간주하고 있었지만 1924년 구 일본 해군의 1500톤급 초계함 '야마토(大和)' 호에 의해 발견되었다.
유라시아 대륙 동쪽 가장자리를 따라 직선적인 형태로 붙어 있던 옛 일본열도가 신제3기 들어 대륙에서 분리되었을 때, 동해의 확대에 의해 발생한 해령의 흔적이다. 해령은 현재 활동하고 있지 않다.
오징어, 꽁치, 방어, 연어, 송어, 돌돔, 벵어돔, 개볼락, 전복, 소라, 해삼, 문어 등의 수산자원이 풍부한 어장이다.
한때 오징어 어획의 60%까지 차지했던 동해 최대의 어장 동해퇴는 수족 자원의 보고다. 대서양 북서부어장, 대서양 북동부어장과 함께 세계 3대 어장으로 꼽히는 태평양 북서부어장의 핵심 수역이기도 하다.
2018년 일본 순시선이 동해퇴에 침입한 이유로 퇴거를 경고한 북한 어선은 2017년 보다 15% 감소한 1,624척이지만, 물대포를 쏜 배는 63% 늘어난 513척이었다고 해상보안청은 밝혔다.
동해퇴어장은 한·일 양국이 공동으로 관리하는 중간수역으로 양국 어선 모두 조업이 가능하다. 동해에서도 오징어가 많이 잡히는 황금어장으로 매년 6월과 10월 일본 어선들이 집중적으로 몰린다.

## 한중일 오징어 전쟁
야마토퇴는 1924년 일본 초계함 야마토함이 발견한 세계 3대 황금어장이다. 그러나 1998년 한일어업협정 2차협정으로 한일 공동수역이 되었다. 동해퇴 어장은 일본 쪽에 가까워 북부는 일본 어로수역이고, 중남부만 한일 중간수역이 됐다.
최근에는 북한이 동해퇴를 자신의 배타적경제수역이라고 주장하면서, 그 어업권을 중국에 팔아서, 중국어선이 북한 국기를 달고 수천척이 싹쓸이 어업을 하고 있으며, 일본이 이에 대해 매우 화를 내고 있다. 중국어선의 싹쓸이 조업으로 2018년 일본의 동해퇴 어획량은 2017년의 30% 밖에 되지 않았다. 한국은 동해 오징어의 씨가 말랐다.
2018년 가을, 일본 해상보안청의 순시선이 동해퇴 어장 주변 일본의 배타적경제수역(EEZ)에서 북한의 대형 철선과 접촉해 손잡이 부분이 파손되는 피해를 입었다. 북한은 대형 철선 여러척이 수많은 목선들을 밧줄로 묶어서 동해에 진입, 이탈한다. 목선의 엔진을 꺼서 연료를 아끼기 위해서라고 한다. 수많은 북한 목선이 연료부족, 기관고장 등으로 표류해, 많은 북한 어부들이 사망해서 일본 순시선에 발견되고 있다.
중국어선의 동해 쌍끌이 오징어 남획에 의한 피해도 심각하다. 북중 어로협정에 의해 2004년부터 동해 북한 수역에서 많게는 수천척의 중국 쌍끌이 어선들이 오징어 조업을 하고 있다.
2018년, 동해 북한 수역에서 오징어잡이를 하는 중국 어선이 처음으로 2,000척을 넘어섰다. 중국 어선은 2004년 북한과 중국이 북중 어로협약을 맺은 후 매년 7월부터 연말까지 북한 수역에서 조업하고 있다. 상당수는 남하하면서 울릉도 근처에서 불법 어획하고 있다. 이 때문에 울릉도 어민들은 오징어를 구경조차 할 수 없어 아예 조업을 포기하는 실정이다. 어민들은 "조업에 나서면 하루 100만원 정도의 기름값만 고스란히 날려 대부분 출어를 포기하고 있다"면서 "중국어선이 10년 넘게 북한 수역에 진출하면서 오징어 어장이 황폐화됐다"고 말했다. 울릉도에는 200여 척의 오징어 채낚기 어선이 있다. 울릉군에 따르면 오징어 어획량은 2004년 4671t, 2010년 2896t, 2013년 1774t, 2016년 984t, 2017년 931t으로 급감했다. 올해는 지난달 말까지 425t에 그쳤다.
2018년 12월, 동해퇴에서 1톤짜리 북한 목선을 구조하던 광개토대왕함과 일본 해상초계기가 충돌했다. 일본은 야마토함이 발견한 야마토퇴가 원래부터 자신들의 어장이라고 생각한다.

## 같이 보기
- 2018년 한일 해상 군사 분쟁